# Lexus GX
Als Lexus GX wird die Baureihe der Geländewagen der Marke Lexus von Toyota bezeichnet.
Die GX-Baureihe wurde erstmals 2003 vorgestellt und verkauft. In Deutschland wird sie nicht offiziell angeboten.
Der Lexus GX ist mit dem Toyota Land Cruiser verwandt.

## Erste Generation (2003–2009)
Die erste Generation wurde als GX 470 (UZJ120) angeboten. Sie hatte einen V8-4,7-Liter-Motor mit 209 kW (285 PS)  bei 438 Nm Drehmoment. Der GX 470 basierte beinahe vollständig auf dem Toyota Land Cruiser der Serie 120.

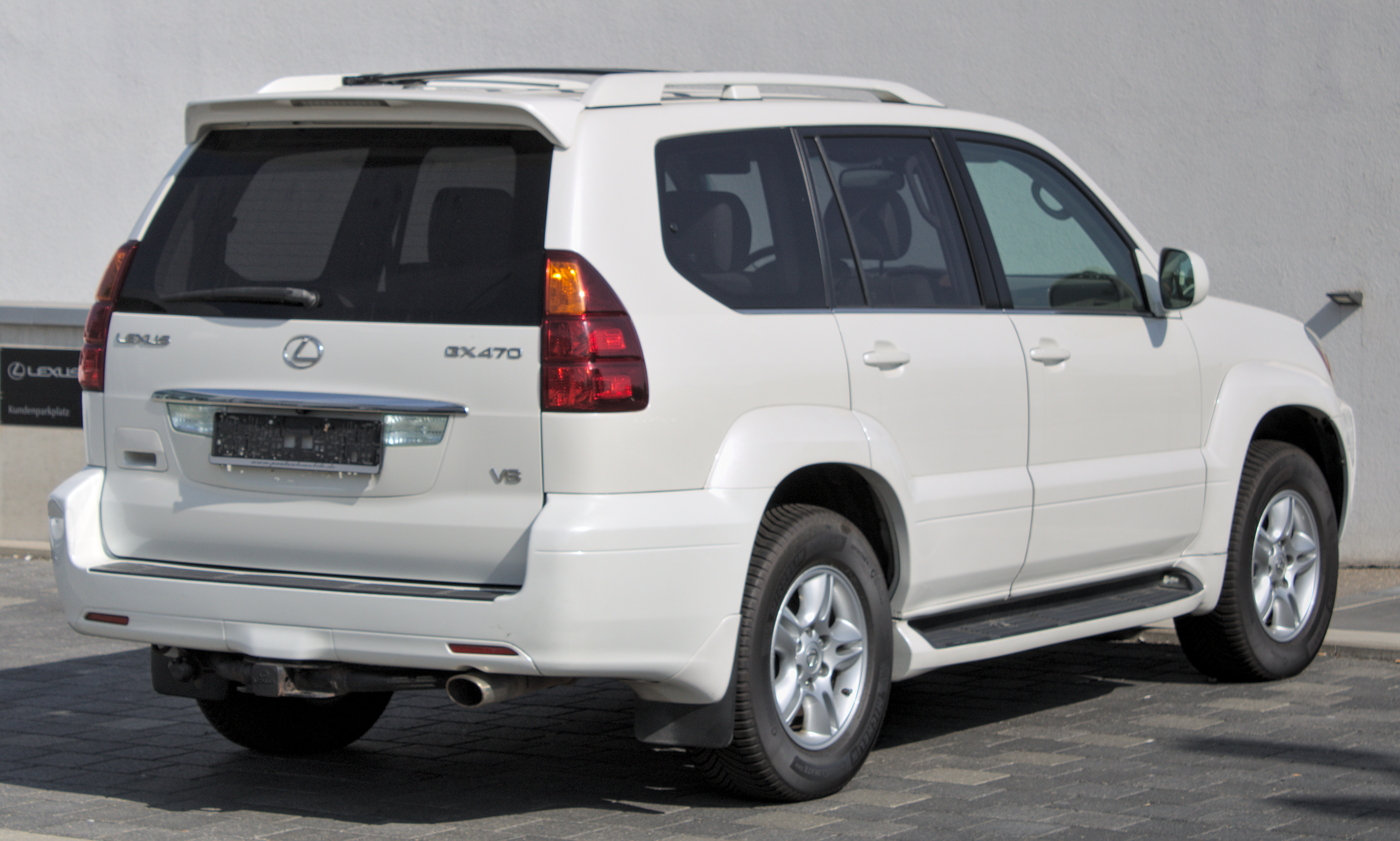
Heckansicht

| Modell                          | 4.7 V8             |
| Hubraum (cm³)                   | 4664               |
| Max. Leistung (kW/PS)           | 209/285 bei 5400   |
| Max. Drehmoment (Nm)            | 438 bei 3400       |
| Höchstgeschwindigkeit (km/h)    | 180                |
| Getriebe (Serienmäßig)          | 5-Stufen-Automatik |
| Beschleunigung (0–100 km/h)     | unbekannt          |
| Verbrauch kombiniert (l/100 km) | 15,7 S             |

## Zweite Generation (2009–2023)
Mit dem Modelljahr 2009 brachte Lexus den GX 460 (URJ150) auf den Markt. Auch dieser ist wieder mit dem Toyota Land Cruiser 150 verwandt, debütierte aber vor seinem Schwestermodell. Der GX 460 hat einen auf 4,6 Liter Hubraum angewachsenen V8. Dieser leistet 224 kW (305 PS) bei 446 Nm Drehmoment. Ab 2012 wurde auf einigen Märkten stattdessen ein kleinerer V6-Motor angeboten (GX 400).
2013 erhielt der GX ein Facelift und trägt nun den neuen Lexus-Grill. 2019 wurde die Baureihe erneut überarbeitet.

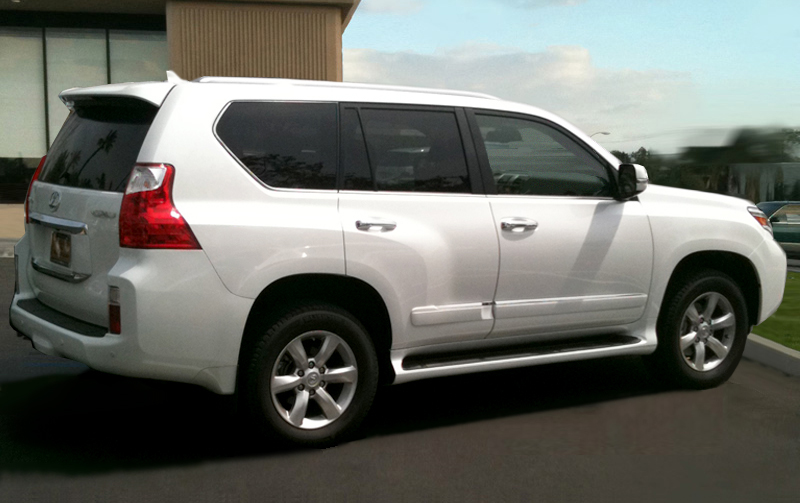
Heckansicht
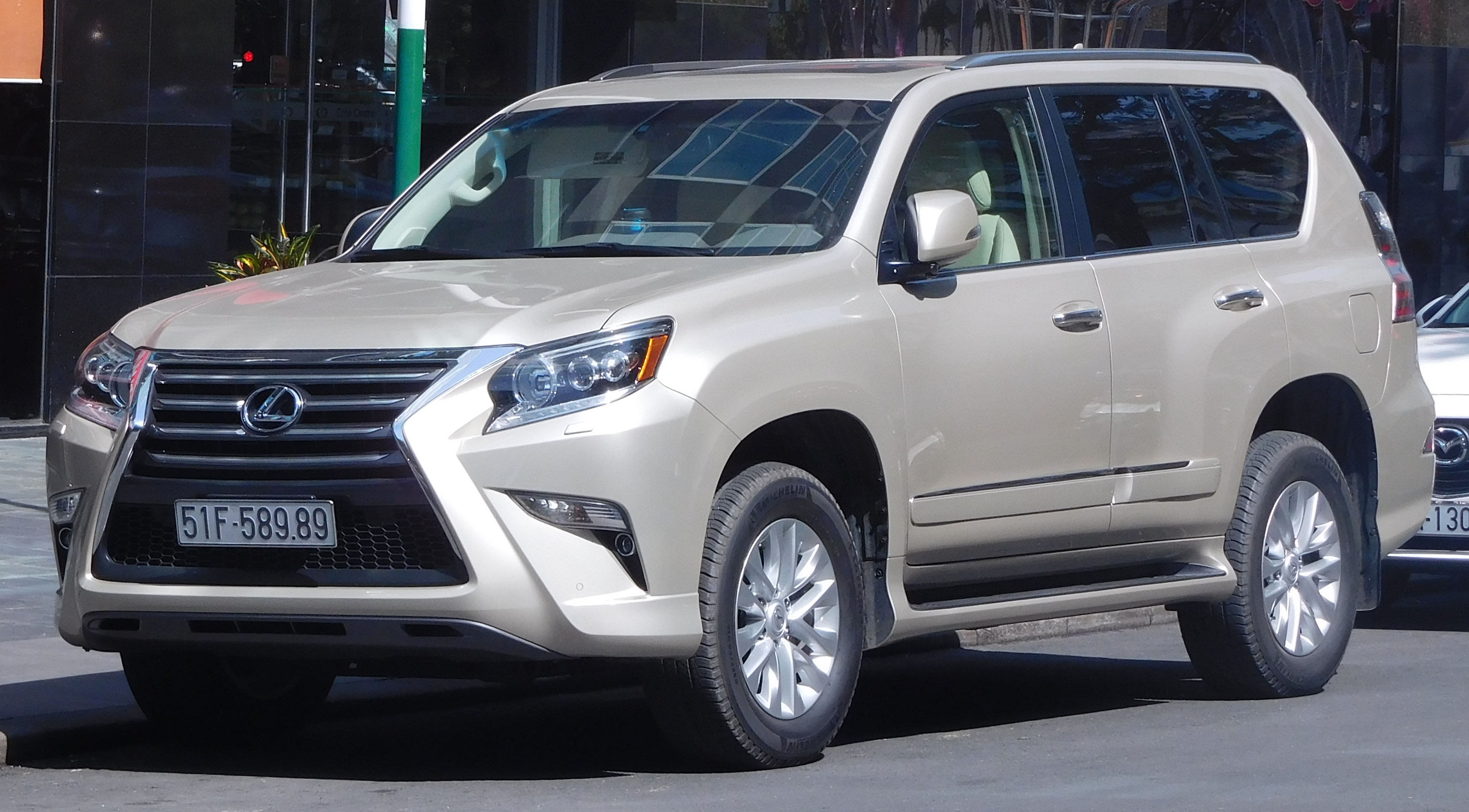
Lexus GX 460 (2013–2019)
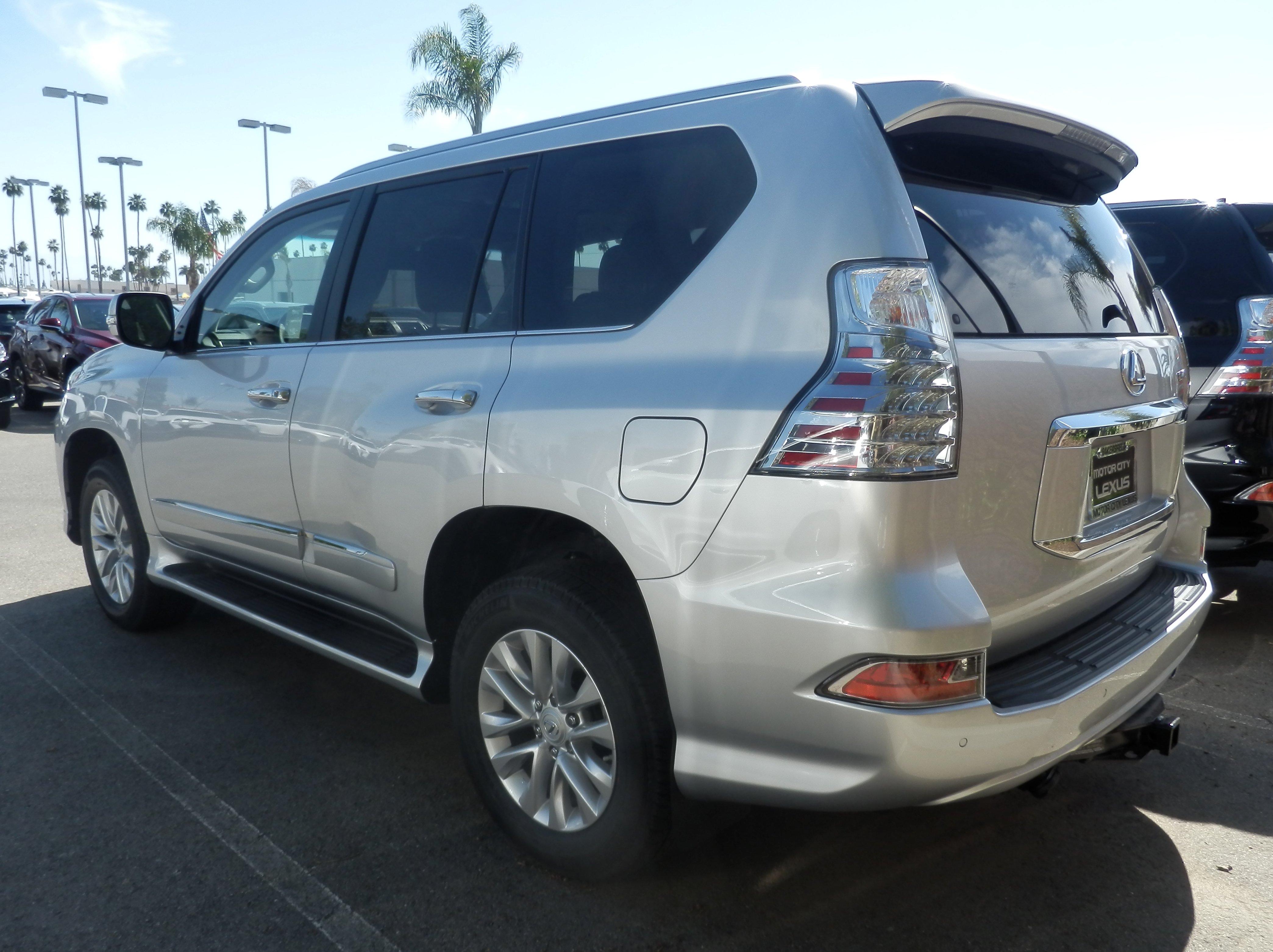
Heckansicht
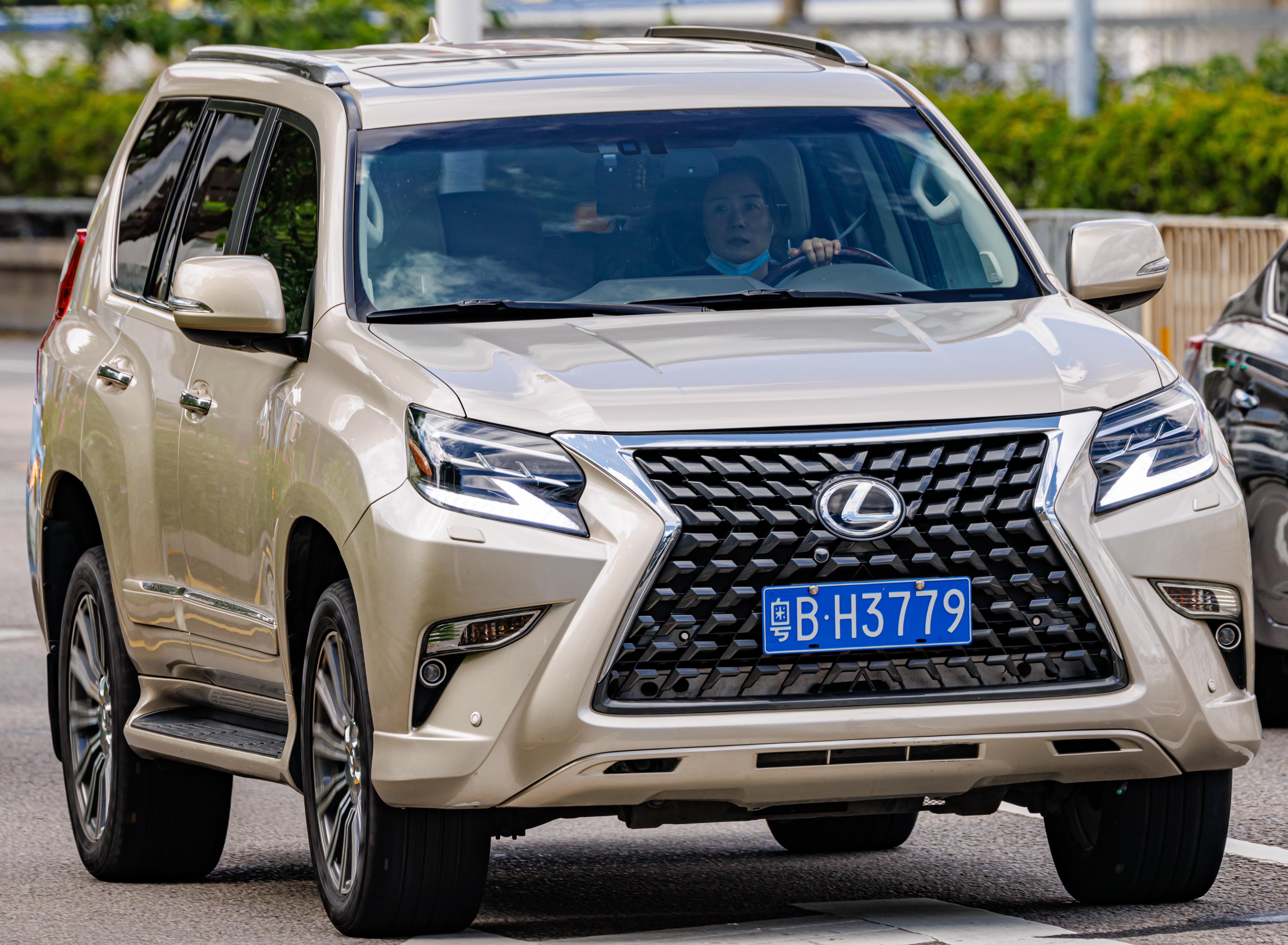
Lexus GX 400 (2019–2023)

| Modell                          | 4.0                | 4.6                |
| Zylinder                        | V6                 | V8                 |
| Hubraum (cm³)                   | 3956               | 4608               |
| Max. Leistung (kW/PS)           | 202/275 bei        | 218/296 bei 5500   |
| Max. Drehmoment (Nm)            | 392                | 438 bei 3500       |
| Höchstgeschwindigkeit (km/h)    |                    | 175                |
| Getriebe (Serienmäßig)          | 6-Stufen-Automatik | 6-Stufen-Automatik |
| Beschleunigung (0–100 km/h)     |                    | 8,3 s              |
| Verbrauch kombiniert (l/100 km) |                    | 12,8 S             |

## Dritte Generation (seit 2023)
Die dritte Generation der Baureihe wurde im Juni 2023 vorgestellt. Seit Dezember 2023 wird sie verkauft. Den GX der dritten Generation gibt es mit einem 3,4-Liter-Ottomotor oder einem 2,4-Liter-Otto-Hybrid. Er baut auf der GA-F-Skalierung der Toyota New Global Architecture auf.

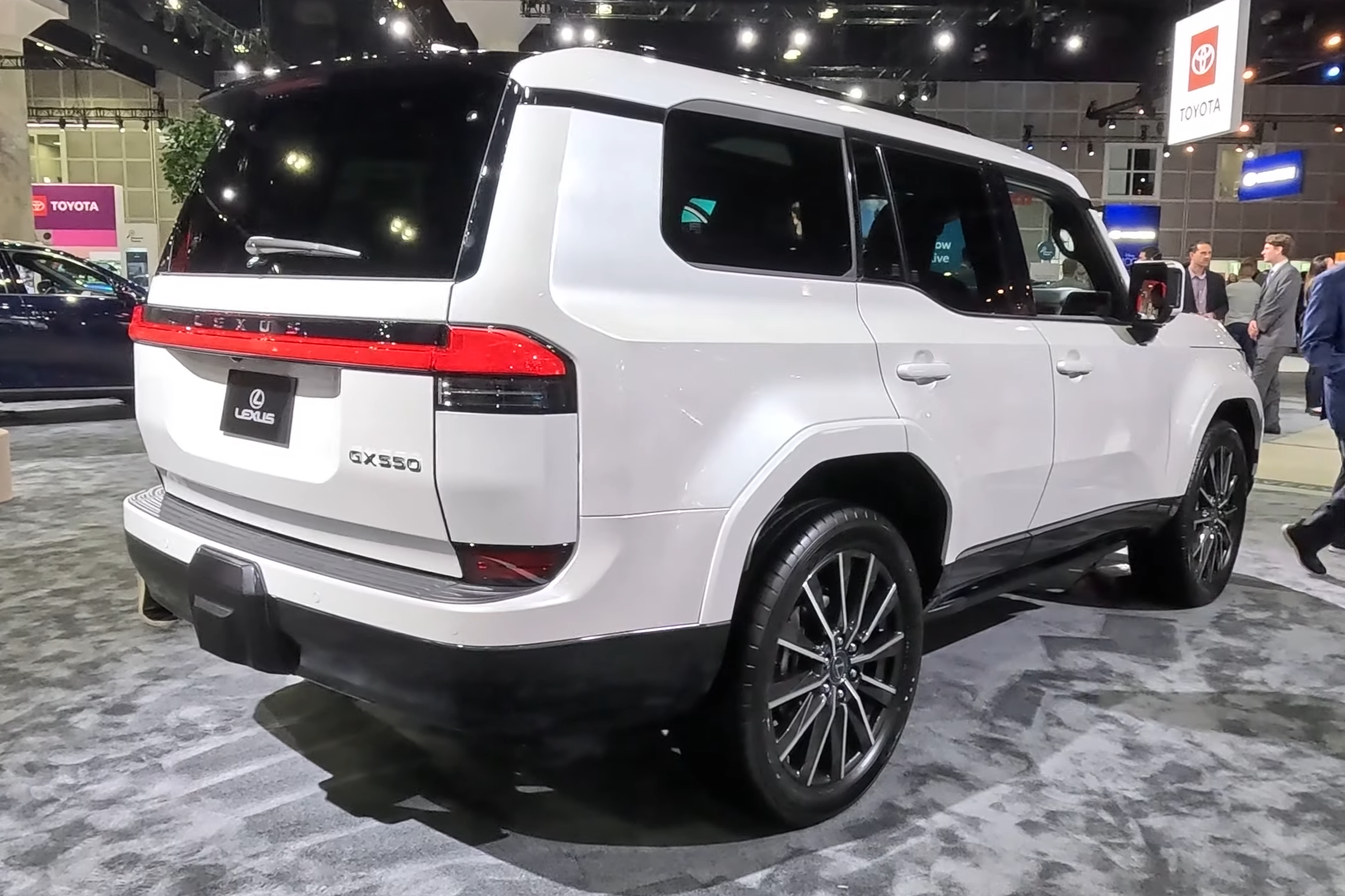
Heckansicht

### Technische Daten
|                                                        | GX 550                        | GX 550h                     |
| Bauzeitraum                                            | seit 12/2023                  | seit 12/2023                |
| Motorkenndaten                                         |                               |                             |
| Motortyp                                               | V6-Ottomotor                  | R4-Ottomotor + Elektromotor |
| Motoraufladung                                         | Turbolader                    | Turbolader                  |
| Hubraum                                                | 3445 cm³                      | 2393 cm³                    |
| max. Leistung Ottomotor                                | 260 kW (354 PS) bei 4800–5200 | 207 kW (282 PS) bei 6000    |
| max. Elektroleistung                                   | —                             | 40 kW (54 PS)               |
| max. Systemleistung                                    | —                             | 243 kW (330 PS)             |
| max. Drehmoment Ottomotor                              | 649 Nm bei 2000–3600          | 430 Nm bei 1700–3600        |
| max. Drehmoment Elektromotor                           | —                             | 250 Nm                      |
| Kraftübertragung                                       |                               |                             |
| Antrieb, serienmäßig                                   | Allradantrieb                 | Allradantrieb               |
| Getriebe, serienmäßig                                  | 10-Stufen-Automatikgetriebe   | 8-Stufen-Automatikgetriebe  |
| Messwerte                                              |                               |                             |
| Höchstgeschwindigkeit                                  | 180 km/h                      | 175 km/h                    |
| Beschleunigung, 0–100 km/h                             | 6,5 s                         | 8,5 s                       |
| Kraftstoffverbrauch auf 100 km (nach WLTP, kombiniert) | 13,8 l Super                  | 10,3 l Super                |
| Tankinhalt                                             | 80 l                          | 68 l                        |